# 丸亀藩
丸亀藩（まるがめはん）は、讃岐国（香川県）の西部を領し、丸亀城（丸亀市）を本城とした藩。藩主は生駒家、山崎家、京極家と続き、それぞれ藩主独特の城下町を形成し廃藩置県を迎えた。
なお、生駒家は高松城を本城とし、讃岐一国を領したため、生駒家が領した西讃を丸亀藩と呼ぶには適さないとも考えられるが、現在ではその頃も丸亀藩の歴史の一部として語られることが多いため、ここにも含める。

## 藩史
- 1587年（天正15年）讃岐国へ織田信長と豊臣秀吉の下で功のあった生駒親正が封じられる。
- 1597年（慶長2年）亀山に丸亀城を築き始める。
- 1602年（慶長7年）丸亀城が完成し、親正の嫡子である生駒一正が居城とする。
- 1615年（元和元年）播州赤穂の人が塩屋にきて製塩業を始める。一国一城令により丸亀城は破却を命じられる。
- 1640年（寛永17年）生駒騒動により生駒氏は改易される。
- 1641年（寛永18年）山崎家治が肥後富岡より西讃に入封し、丸亀城を本城とし丸亀藩となる。生駒氏改易から山崎氏入封まで、讃岐は隣国伊予の西条藩・大洲藩・今治藩の分割統治となっていた。
- 1642年（寛永19年）丸亀城の改修に着手し、ほぼ現在の縄張りとなる。
- 1658年（万治元年）山崎氏は3代で断絶し改易となり、代わって京極高和が播磨龍野より入封する。
- 1660年（万治3年）現在の丸亀城天守が完成する。
- 1670年（寛文10年）丸亀城大手一の門、二の門を南から北へ移築する。
- 1688年（貞享5年）下金倉村の中洲に別邸をつくり、万象園と名づける。
- 1694年（元禄7年）京極高通に多度津1万石を分け多度津藩とする。
- 1705年（宝永2年）初めての藩札を発行する。
- 1781～1788年（天明年間）うちわの製造が藩士の内職として盛んに奨励される。
- 1794年（寛政6年）藩学校正明館を創立する。
- 1838年（天保9年）金毘羅街道の一つである丸亀街道の起点の目印として、江戸に住む人々の浄財により、太助灯篭が作られる。
- 1858年（安政5年）西讃府志が完成する。
- 1871年（明治4年）廃藩置県により丸亀県となる。

## 藩政
丸亀藩は金刀比羅宮への参道である丸亀街道、多度津街道の起点を持ち、参拝客を相手とした観光業は藩財政を大きく潤していた。
幕末になり財政が逼迫すると、江戸詰の藩士たちに隣に屋敷を構えていた大村藩の藩士たちからうちわの作り方を学ばせ、国元に返し内職で作らせ、金毘羅参りの土産物として売るなどの策をとり、財政を立て直した。その後、うちわづくりは一般町民にも広まり始め、丸亀の名物となる。

## 歴代藩主

### 生駒家
外様 17万3千石
1. 親正
2. 一正
3. 正俊
4. 高俊

### 山崎家
外様 5万石
1. 家治
2. 俊家
3. 治頼

### 京極家
外様 6万石→5万1千石
1. 高和
2. 高豊
3. 高或 分封により5万1千石
4. 高矩
5. 高中
6. 高朗
7. 朗徹

## 支藩
- 多度津藩

## 幕末の領地

### 丸亀藩領
- 讃岐国
  - 豊田郡 - 46村
  - 三野郡のうち - 32村
  - 那珂郡のうち - 23村
  - 鵜足郡のうち - 1村
  - 多度郡のうち - 9村
- 近江国
  - 蒲生郡のうち - 2村（大津県に編入）
  - 坂田郡のうち - 2村（同上）
- 播磨国
  - 揖東郡のうち - 6村
  - 揖西郡のうち - 22村

### 多度津藩領
- 讃岐国
  - 三野郡のうち - 5村(大見・松崎・神田(こうだ)・羽方・上之村)
  - 多度郡のうち - 15村(多度津・道福寺・庄・三井・堀江・東白方・青木・山階・奥白方・西白方・南鴨・北鴨・新町・葛原・碑殿村)